# Joe Perry (musicista)
Anthony Joseph Perry, detto Joe (Lawrence, 10 settembre 1950), è un chitarrista statunitense.
È noto principalmente per essere il chitarrista solista e cofondatore degli Aerosmith, oltre ad essere chitarrista anche negli Hollywood Vampires. Nella classifica Rolling Stone è all'84º posto tra i 100 migliori chitarristi di tutti i tempi.

## Biografia
Perry nasce a Lawrence, nel Massachusetts, il 10 settembre del 1950 da padre statunitense figlio di immigrati portoghesi (l'originario cognome della famiglia paterna era Pereira, legalmente modificato in Perry dal nonno poco dopo aver conseguito la cittadinanza americana), e da madre statunitense di origini italiane. Ha una sorella più giovane, Ann-Marie. La sua famiglia è vissuta in una piccola città, Hopedale, nel Massachusetts. La madre era docente di educazione fisica. Joe e sua sorella vi frequentarono la scuola superiore. È uno dei fondatori degli Aerosmith insieme a Steven Tyler. Il gruppo divenne famoso alla metà degli anni 1970, con una serie di hit in classifica. Basti nominare Toys in the Attic nel 1975 e Rocks nel 1976, questo grazie alle numerose radio libere in onda all'epoca. Il gruppo ebbe anche degli hit singles su AM radio con canzoni come Dream On, Same Old Song And Dance, Sweet Emotion e Walk This Way. In questo periodo Joe e il cantante degli Aerosmith, Steven Tyler, divennero noti come i Toxic Twins per i loro abusi di droghe. Dopo Rocks, il gruppo comincia a perdere colpi con gli abusi di droghe e le relazioni sempre più tese tra i componenti della band; in questo periodo Joe litiga con Steven e lascia la band.
Per la fine dell'anno Joe fonda la sua nuova band, The Joe Perry Project. L'album di debutto Let the Music Do the Talking raggiunge il numero 47 sulla classifica Billboard, vendendo 250 000 copie nei soli Stati Uniti d'America. Mentre però le critiche e le vendite erano soddisfacenti, il gruppo non lo era altrettanto dal vivo; il disco successivo, I've Got the Rock 'n' Rolls Again, fu quasi del tutto ignorato dal pubblico. Alla fine, il gruppo non riuscì mai ad avere una formazione solida; i tre album in studio videro le performance di tre diversi cantanti, e l'intera formazione venne cambiata in occasione dell'ultimo album (Once a Rocker, Always a Rocker, 1983). Anche il tentativo di introdurre il precedente chitarrista degli Aerosmith Brad Whitford non raggiunse l'obiettivo di far funzionare le cose, e nel 1984 il gruppo non riuscì più a trovare un'etichetta disposta a produrlo.
Nel 1984, il manager Tim Collins lavorò al tentativo di ricongiungere Joe con i vecchi membri degli Aerosmith. Joe venne invitato dalla band a tornare indietro, cosa che fece insieme a Brad Whitford. La band era nuovamente insieme e si esibì in un fortunato tour. Joe e Steven collaborarono con i Run DMC per un remake del loro vecchio hit Walk This Way, che portò nuovamente la band al centro dell'attenzione. Dopo il completamento della loro riabilitazione dalle droghe, gli Aerosmith cominciarono a collaborare con diversi importanti autori e produttori per lanciare il loro ritorno ufficiale sulle scene. Seguirono altri album e singoli di successo (incluso il triplo disco di platino Pump del 1989). Joe e Steven rinvigorirono la loro vecchia amicizia, scrivendo insieme canzoni e apparendo molto uniti in occasione delle esibizioni dal vivo. Nel 1998, Joe contribuì a creare il primo singolo arrivato alla posizione numero uno in classifica, I Don't Want to Miss a Thing, insieme all'autrice pop Diane Warren. La canzone apparve nella colonna sonora del film Armageddon - Giudizio finale.
Ha pubblicato il suo primo album solista intitolato Joe Perry, nel maggio 2005. Registrato nel suo studio casalingo (The Boneyard) nei sobborghi di Boston, con ogni strumento eccetto la batteria suonato in prima persona, l'album è stato accolto con entusiasmo dai fans che hanno apprezzato il suo taglio rock. Anche la critica ha risposto in maniera favorevole: Rolling Stones l'ha premiato con 3,5 stelle su 5, dichiarando "Un album solista? Era ora!".
Joe è stato sposato con Elyssa Jerret dal 1975 al 1982, e insieme hanno un figlio, Adrian. La coppia ebbe una relazione turbolenta: una volta lei gli morse la faccia dopo un alterco. È oggi sposato con Billie Paulette Montgomery Perry; la coppia ha avuto due figli, Tony e Roman, mentre lei ha un figlio da una sua relazione precedente, Aaron. Si sono sposati nel 1985 dopo essersi conosciuti sul set di Black Velvet Pants, video del 1983. Billie è "griffata" su una delle chitarre di Joe, nota come "The Billie Perry Guitar".
Il primo nipote di Joe, Austin, ha avuto come testimone il suo figliastro Aaron, che è anche CEO per il marchio di salsa piccante Joe Perry's Rock Your World. La sorellastra di Joe, Diana Minor, è una famosa giocatrice di biliardo. Il chitarrista è, naturalmente, uno dei suoi sponsor. Joe è noto anche per portare con sé tutta la sua famiglia durante molti tour degli Aerosmith. Anche se non lo dà molto a vedere, Joe è un po' miope, e fuori dal palco lo si può spesso vedere con gli occhiali. I suoi genitori si chiamano Anthony Perry Senior e Mary Ursillo, Joe è Anthony Joseph Perry Junior e suo figlio Tony è Anthony Perry III.
Joe Perry ha guidato la creazione di una intera linea di salse piccanti chiamata Joe Perry's Rock Your World Hot Sauces, che sono molto diffuse. Una quesadilla aromatizzata con una di queste salse è un antipasto della catena Hard Rock Cafe. Joe inoltre possiede, con Steven Tyler e altri soci, Mount Blue, un ristorante a Norwell, in Massachusetts. Joe è apparso occasionalmente in cinque film, di cui tre documentari. Nel 1988 in The Decline of Western Civilization Part II: The Metal Years, nel 2000 in My Generation e nel 2004 nel rock-documentario musicale Aerosmith: You Gotta Move. Ha sostenuto John McCain in occasione della campagna presidenziale americana del 2008 e si è definito un elettore di lunga data del Partito Repubblicano.

## Discografia

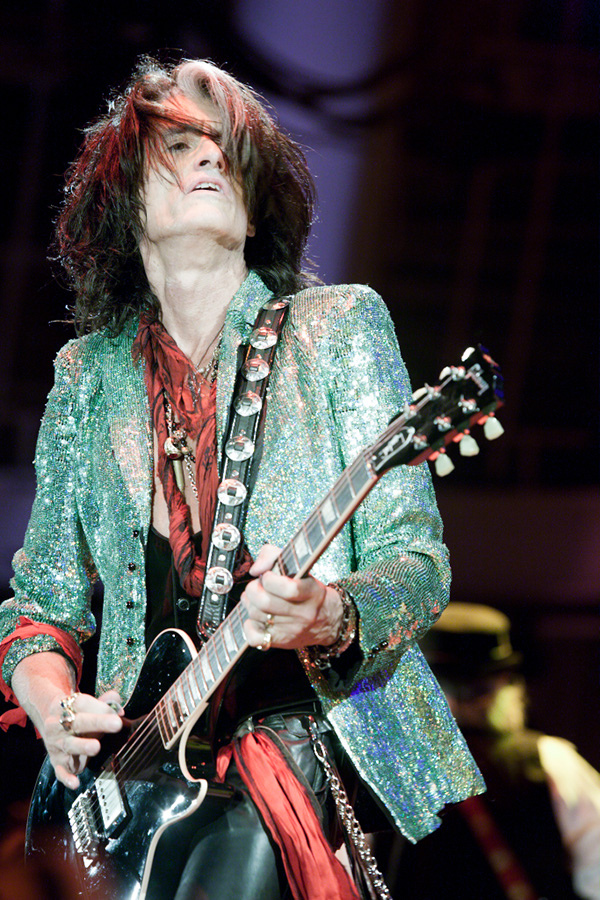
Joe Perry in concerto nel 2013

### Con gli Aerosmith
- Aerosmith (Columbia, 1973)
- Get Your Wings (Columbia, 1974)
- Toys in the Attic (Columbia, 1975)
- Rocks (Columbia, 1976)
- Draw the Line (Columbia, 1977)
- Night in the Ruts (Columbia, 1979)
- Done with Mirrors (Geffen, 1985)
- Permanent Vacation (Geffen, 1987)
- Pump (Geffen, 1989)
- Get a Grip (Geffen, 1993)
- Nine Lives (Columbia, 1997)
- Just Push Play (Columbia, 2001)
- Honkin' on Bobo (Columbia, 2004)
- Music from Another Dimension! (Columbia, 2012)

### Come "The Joe Perry Project"
- Let the Music Do the Talking (1980)
- I've Got the Rock'n'Rolls Again (1981)
- Once a Rocker, Always a Rocker (1984)

### Come "Joe Perry"
- Joe Perry (2005)
- Have Guitar, Will Travel (2009)
- Sweetzerland Manifesto (2017)

### Con gli Hollywood Vampires
- Hollywood Vampires (2015)
- Rise (2019)

### Partecipazioni
- Alice Cooper - Trash (1989)
- Alice Cooper - Classicks (1995)
- Ted Nugent - Craveman (2002)
- Bret Michaels - Jammin' with Friends (2013)

## Filmografia
- Sgt. Pepper's Lonely Hearts Club Band, regia di Michael Schultz (1978)
- The Decline of Western Civilization Part II: The Metal Years (documentario), regia di Penelope Spheeris (1988)
- Fusi di testa 2 - Waynestock, regia di Stephen Furisjk (con gli Aerosmith) (1993)
- My Generation, regia di Barbara Kopple e Thomas Haneke (2000)
- Aerosmith: You Gotta Move (2004)